# 1964년 동계 올림픽 조선민주주의인민공화국 선수단
1964년 동계 올림픽 조선민주주의인민공화국 선수단은 오스트리아 인스브루크에서 개최된 제9회 동계 올림픽에 참가한 올림픽 조선민주주의인민공화국 선수단이다.
이 대회는 조선민주주의인민공화국이 최초로 참가한 올림픽 대회이나, 공식 국호를 사용하지 못하고 북한(프랑스어: Corée du Nord, 영어: North Korea)이라는 이름으로 참가하였다. 스피드 스케이팅과 크로스컨트리 스키 두 종목에 13명의 선수가 출전하였고, 특히 스피드 스케이팅 여자 3000m 부문에서 한필화가 은메달을 땄다.

## 크로스컨트리
남자
| 종목 | 선수   | 기록      | 기록 |
| 종목 | 선수   | 시간      | 순위 |
| ---- | ------ | --------- | ---- |
| 30km | 김고암 | 1'55:11.0 | 65   |
| 30km | 양덕순 | 1'53:58.4 | 63   |

여자
| 종목 | 선수   | 기록    | 기록 |
| 종목 | 선수   | 시간    | 순위 |
| ---- | ------ | ------- | ---- |
| 10km | 리한순 | 53:21.8 | 33   |
| 10km | 김봉자 | 52:18.6 | 32   |

## 스피드스케이팅
남자
| 종목     | 선수   | 기록    | 기록 |
| 종목     | 선수   | 시간    | 순위 |
| -------- | ------ | ------- | ---- |
| 500m     | 리성률 | 43.0    | 30   |
| 500m     | 김진훅 | 41.9    | 19   |
| 1500m    | 김진훅 | 2:19.4  | 36   |
| 1500m    | 리성률 | 2:13.9  | 14   |
| 5000m    | 김춘봉 | 8:22.9  | 30   |
| 5000m    | 박성운 | 8:20.2  | 28   |
| 10,000 m | 김춘봉 | 17:10.8 | 23   |

여자
| 종목  | 선수   | 기록   | 기록 |
| 종목  | 선수   | 시간   | 순위 |
| ----- | ------ | ------ | ---- |
| 500m  | 한필화 | 58.5   | 28   |
| 500m  | 류춘자 | 48.4   | 15   |
| 1000m | 류춘자 | 1:40.0 | 16   |
| 1500m | 안선자 | 2:44.7 | 30   |
| 1500m | 한필화 | 2:30.1 | 9    |
| 1500m | 김송순 | 2:27.7 | 4    |
| 3000m | 박월자 | 5:30.8 | 13   |
| 3000m | 김송순 | 5:25.9 | 7    |
| 3000m | 한필화 | 5:18.5 | 2    |

## 참고
- 공식 올림픽 보고서
- 국제올림픽위원회 데이터베이스
- 1964년 동계 올림픽 경기 결과 (sports-reference.com)